# Andreas Cervin
Andreas Cervin (Okome, 31 ottobre 1888 – Göteborg, 14 febbraio 1972) è stato un ginnasta svedese.

## Palmarès

### Olimpiadi
- Oro a Londra 1908 nel concorso a squadre.